# Otakar Kukula

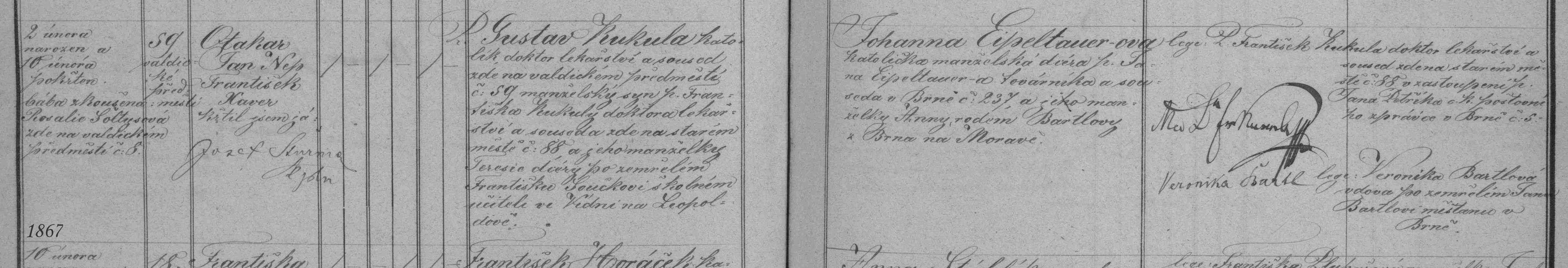
matriční zápis o narození a křtu Otakara Kukuly (matrika N 1857-1871 Jičín (SOA Zámrsk))

Otakar Kukula (2. února 1867, Jičín – 11. srpna 1925, Lázně Jeseník ) byl český lékař, profesor chirurgie a rektor Univerzity Karlovy. Byl jedním ze zakladatelů české chirurgie, zabýval se zejména urologií a břišní chirurgií.

## Život
Profesor dr. Otakar Kukula se narodil 2. února 1867 v Jičíně, kde vystudoval gymnázium. Medicínská studia konal ve Vídni a v Praze. V roce 1890 v Praze se stal doktorem všeobecného lékařství. V červnu 1890 nastoupil na chirurgické oddělení profesora Weisse v Praze, následujícího roku se pak stal asistentem ve všeobecné nemocnici. Roku 1892 byl jmenován sekundárním lékařem I. třídy na chirurgickém oddělení profesora Maydla, roku 1894 pak asistentem české chirurgické kliniky. Roku 1897 byl jmenován soukromým docentem pro patologii a terapii chirurgických nemocí na české lékařské fakultě.
Po habilitaci roku 1897 cestoval po USA (v Columbusu byl za dopisujícího člena společnosti amerických vojenských chirurgů) a Rusku. Roku 1901 jmenován mimořádným, roku 1904 řádným profesorem a přednostou chirurgické kliniky a primárním chirurgem ve všeobecné nemocnici. Byl mimořádným členem České akademie.
Byl vynikající operatér, dobrý řečník a velmi společenský člověk. Vydal řadu prací o chirurgii močových cest, apendicitě a břišní chirurgii, zejména monografii Pathologie a therapie zánětu červu (appendicitis).
Byl dlouholetým předsedou Spolku lékařů českých, v letech 1924–1925 rektorem Karlovy univerzity a vychoval celou generaci českých lékařů a chirurgů. Kromě toho byl náruživým automobilistou a řadu let předsedou Autoklubu RČS.
Zemřel 11. srpna 1925 v Gräfenbergu (dnes Lázně Jeseník), pohřben byl na Vyšehradě.

### Rodina
MUDr. Otakar Kukula se oženil 9. listopadu 1898 s Helenou (Hellou) roz. Stausovou. V manželství se jim narodil jediný syn Otakar (* 1899), který se stal zemědělským a lesním inženýrem. V roce 1930 se oženil s tanečnicí Ankou Čekanovou.
V roce 1915 se přestěhovali do rohového domu Janáčkova nábřeží čp. 452/2 s Vítěznou čp. 126/1, tehdejší Harrachovo náměstí, který Kukulovi zakoupili. Jako jediný jeho vlastník figurovala manželka Helena, a to až do roku 1962, kdy jej musela vynuceně darovat státu. 

## Dílo
- O. Kukula, Rozvoj chirurgie české 1848–1898. Praha 1899.
- O. Kukula, Pathologie a therapie zánětu červu (appendicitis). Praha 1913

## Příbuzenstvo
- Bratr Emanuel Kukula (1868–1935) byl generál, velitel jezdecké brigády v Brně.[15]